# 콜린 하스켈
콜린 해스컬(Colleen Haskell, 영어 발음: /ˈhæskəl/, 1976년 12월 6일 ~ )은 미국의 배우이다.
베세즈다에서 태어났다.

## 출연 작품

### 영화
- 애니멀 (2001) - 리애나 역

### 텔레비전
- 서바이버 (2000) - 본인 역